# Долгоносик почковый
Долгоносик почковый Peritelus sphaeroides — вид жесткокрылых семейства долгоносиков.

## Описание
Жук длиной 5-8 мм. Верхняя часть тела покрыта густыми коричневыми, коричнево-серыми, реже более светлыми чешуйками, часто бока надкрылий светлее, большей частью с маленькими пятнышками на диске. Головотрубка более или менее длинная, не короче своей ширины. Два первых сегмента жгутика усиков примерно одинаковые. Тело самцов продолговатое, у самок надкрылья сильно вздуты на боках. 

## Экология
Распространён в лесостепной и лесной зонах. Вредитель винограда (Vitis) (их почек), бутонов роз и других.